# Scioglyptis externaria
Scioglyptis externaria är en fjärilsart som beskrevs av Walker 1866. Scioglyptis externaria ingår i släktet Scioglyptis och familjen mätare. Inga underarter finns listade.